# Pleurotaenium trabecula
Pleurotaenium trabecula là một loài Song tinh tảo trong họ Desmidiaceae, thuộc chi Pleurotaenium.